# گل‌های خاکستری دل‌های پاک
| بررسی انتقادی | بررسی انتقادی |
| منبع          | رتبه‌بندی      |
| ------------- | ------------- |
| آل‌میوزیک      | [ ۱ ]         |
| کیرانگ!       | [ ۲ ]         |
| متال همر      | 7/10          |
| راک ساوند     | [ ۴ ]         |

گل‌های خاکستری دل‌های پاک (به انگلیسی: Clear Hearts Grey Flowers) دومین و آخرین آلبوم استودیویی از گروهٔ موسیقی راک آمریکایی جک آف جیل می‌باشد که در ۱۷ ژوئیهٔ ۲۰۰۰ از سوی ۴۰۴ موزیک و ریسک رکوردز منتشر گردید. این آلبوم به تهیه‌کنندگی کریس ورنا عضو ناین اینچ نیلز/تویکر می‌باشد.